# Theodor Waldner von Freundstein

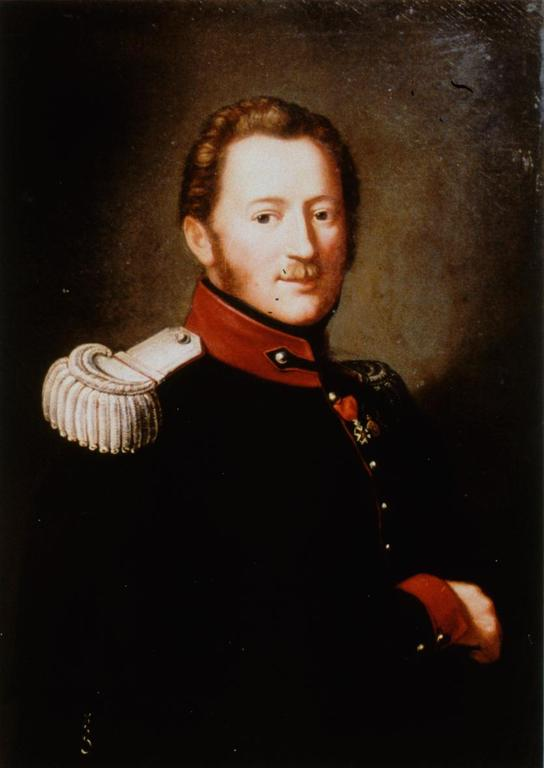
Theodor Waldner von Freundstein

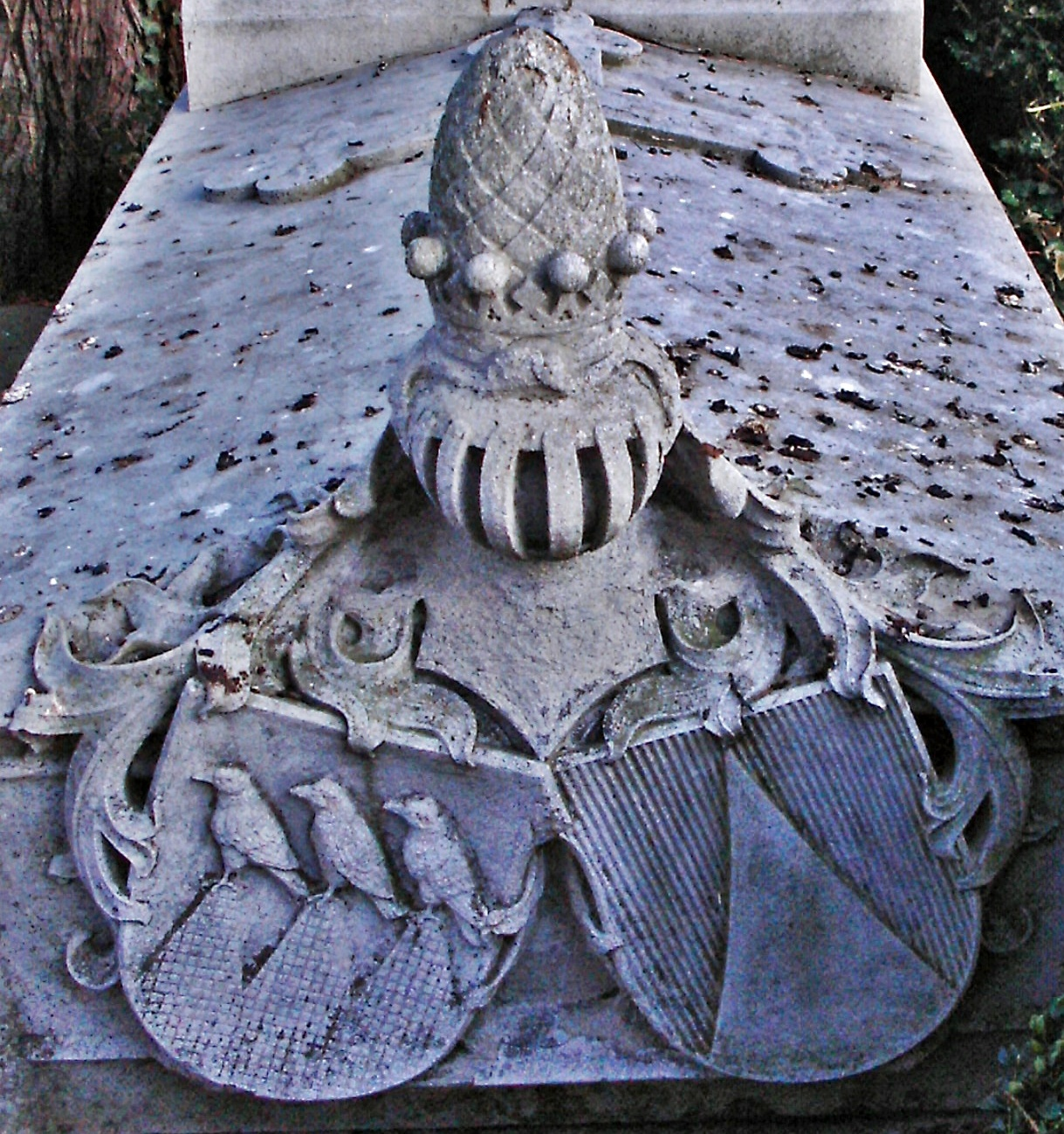
Allianzwappen: links Waldner von Freundstein, rechts von Stumm

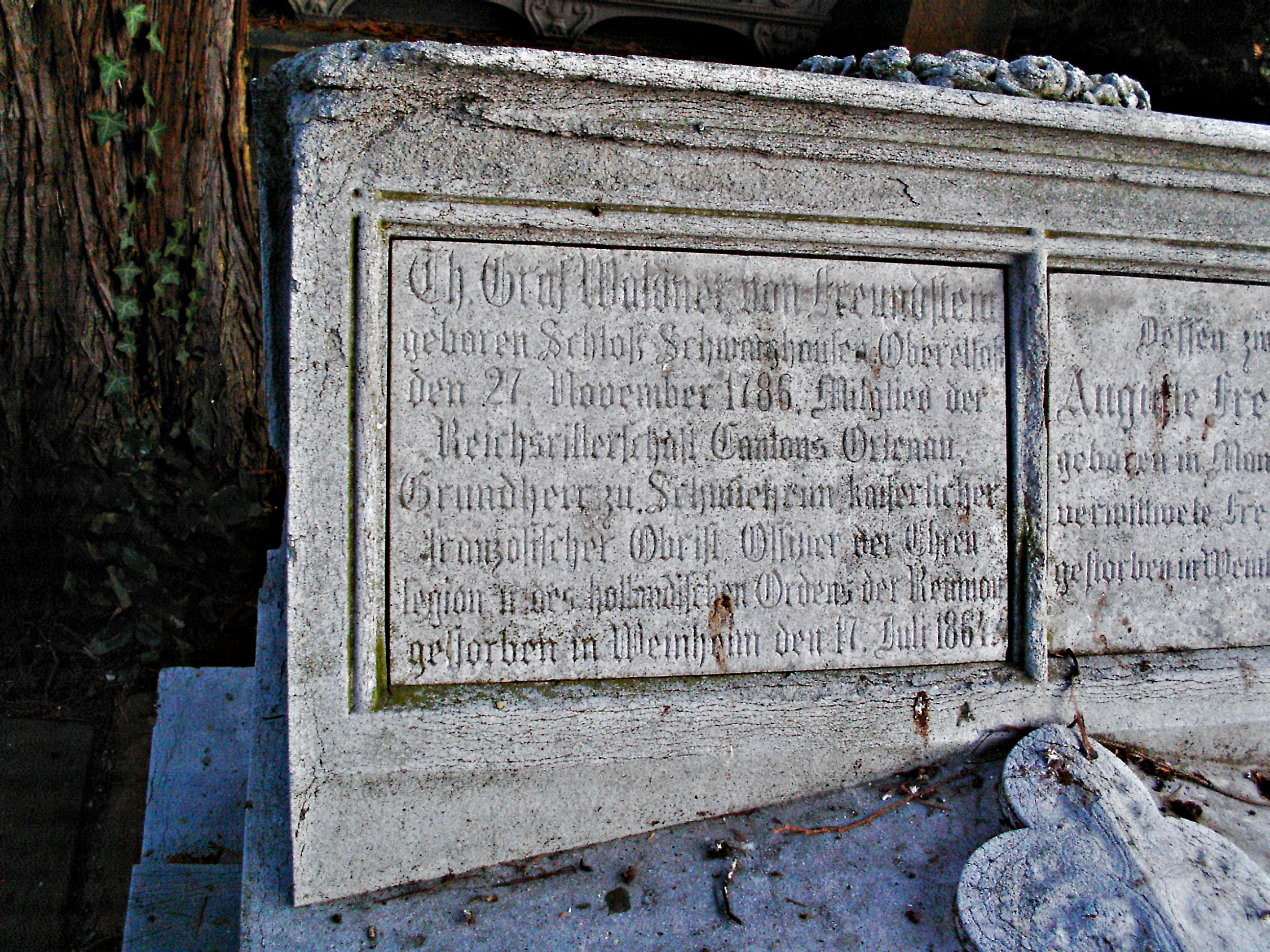
Grabinschrift des Grafen

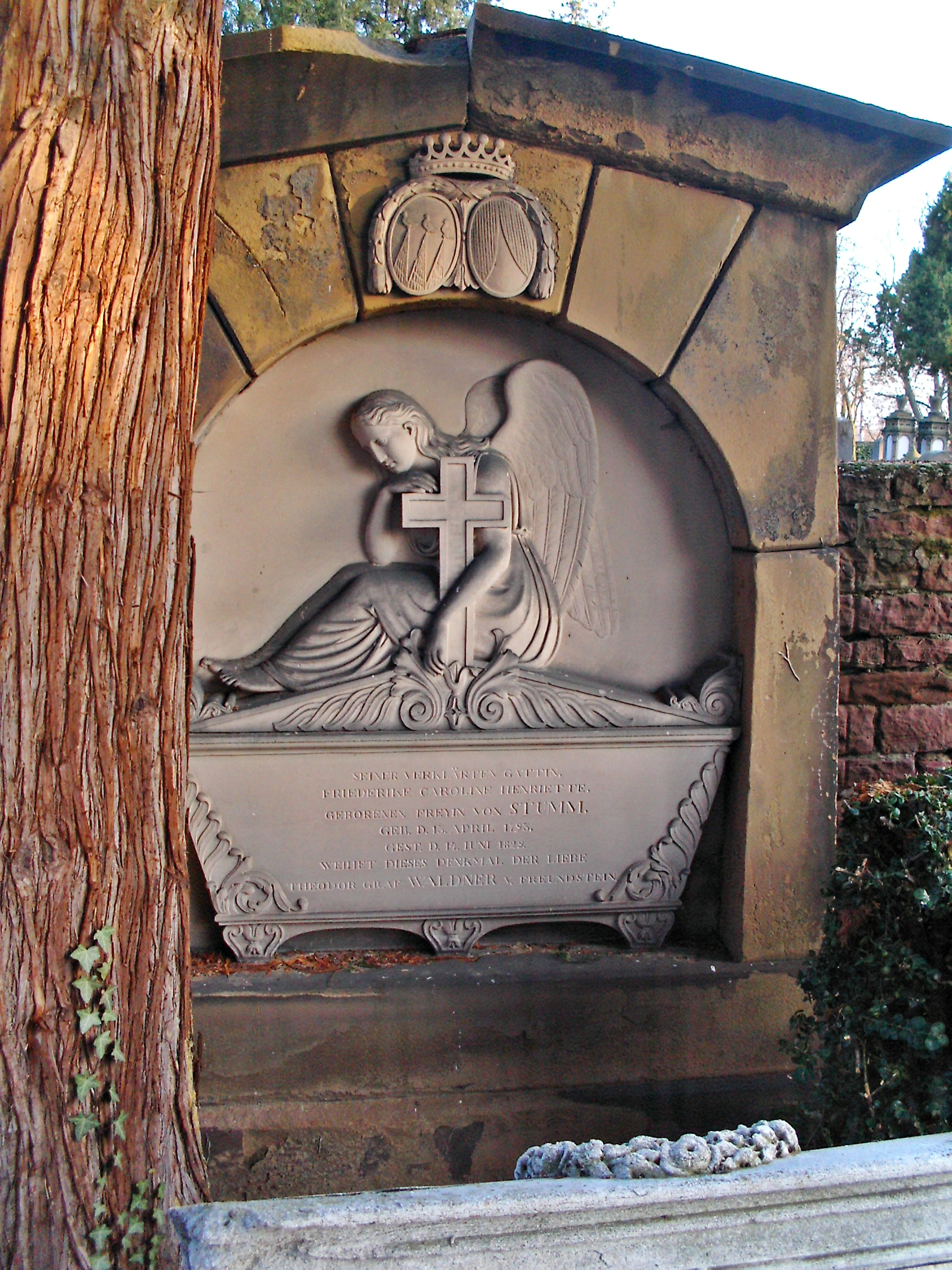
Grab der ersten Frau, Friederike, geborene von Stumm (1793–1829)

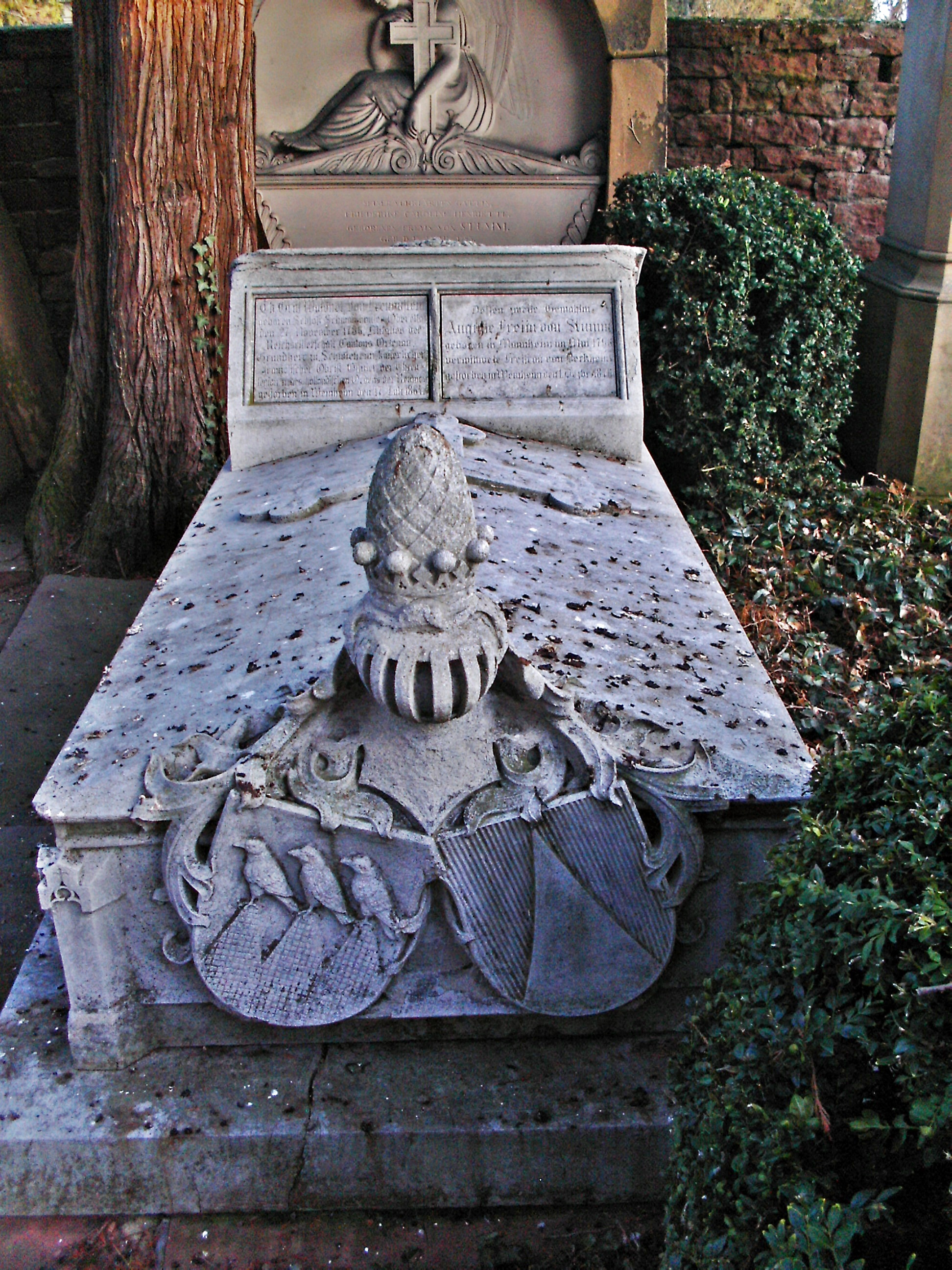
Doppelgrab des Grafen mit seiner zweiten Frau Auguste, geborene von Stumm (1796–1876).

Theodor Waldner von Freundstein (* 27. November 1786 in Schweighouse-Thann, Elsass; † 17. Juli 1864 in Weinheim) war ein deutsch-französischer Adeliger und Militär, Schlossherr zu Weinheim und Limburgerhof.

## Herkunft
Die Waldner von Freundstein sind ein alteingesessenes elsässisches Adelsgeschlecht. Ihr Stammschloss Freundstein bei Goldbach, die höchstgelegene Burg des Elsass, befindet sich bis heute im Besitz der Familie. Theodors Großvater Franz Ludwig Waldner von Freundstein (1710–1789) war Mestre de camp in der französischen Kavallerie. Sein Bruder, der Maréchal de camp und spätere Lieutenant-général Christian Friedrich Dagobert Waldner von Freundstein (1712–1783), wurde 1748 von König Ludwig XV. in den erblichen Grafenstand erhoben. Da er keine Söhne hatte, fiel der Grafentitel nach seinem Tod an den Familienzweig des vorgenannten Bruders.
Die Eltern Theodors Waldner von Freundstein waren Gottfried Waldner von Freundstein (1757–1818), Artillerie-Offizier, Mitglied des Generalrats der Oberrheinischen Ritterschaft sowie der Reichsritterschaft in der Ortenau und der Wetterau, und dessen Gattin Friederike von Stein zu Nord- und Ostheim.
Des Vaters Schwester, Henriette von Oberkirch, wurde durch ihre Memoiren bekannt. Theodors eigene Schwester Diana Rabe von Pappenheim (1788–1844) war zeitweise die Mätresse von Jérôme Bonaparte, König von Westfalen, dem jüngsten Bruder Kaiser Napoleons.

## Leben und Wirken
Theodor Waldner von Freundstein wurde laut seiner Grabinschrift auf (dem inzwischen zerstörten) Schloss Schwaighausen im oberelsässischen Schweighouse-Thann geboren.
Er war Grundherr zu Schmieheim,
Mitglied der Reichsritterschaft des Kantons Ortenau, Colonel in der kaiserlich französischen Armee und Offizier der französischen Ehrenlegion, sowie des holländischen Ordens der Reunion.
Er heiratete am 2. September 1817 die sehr wohlhabende Mannheimerin Friederike von Stumm (1793–1829), Tochter des aus der Industriellenfamilie Stumm entstammenden kurpfälzischen Hofbankiers Christian Philipp von Stumm (1758–1828) und dessen Ehefrau Augusta, geborene Schmalz, Erbin des gleichnamigen Mannheimer Bankhauses. Sie hatten 3 Kinder.
Mit Friederike von Stumm zusammen erwarb Waldner 1823 ein Landgut im pfälzischen Limburgerhof, das sich beide zu einem Adelspalais mit Parkanlage, Orangerie und einem Turm ausbauen ließen. Im Untergeschoss des Turmes richtete man eine katholische Kapelle ein, die der Speyerer Bischof Nikolaus von Weis 1845 weihte.
Friederike von Stumm verstarb bereits 1829. Sie wurde in Mannheim begraben und ihr Ehemann ließ ihr ein sehr anrührendes Grabmal errichten. Er heiratete ihre Schwester Auguste von Stumm (1796–1876), die Witwe des Freiherrn Christian Friedrich von Berckheim (1781–1832).
Theodor Waldner von Freundstein und seine zweite Frau Auguste erwarben 1837 Schloss Weinheim und ließen es um- bzw. ausbauen. Neben dem Landsitz Limburgerhof lebte das Paar überwiegend in Weinheim und die Familie war dort sehr beliebt. Zu ihren regelmäßigen Gästen zählte hier Stéphanie de Beauharnais, die verwitwete Großherzogin von Baden und Adoptivtochter Kaiser Napoleons, welche in Mannheim lebte.
Theodor Waldner von Freundstein starb 1864 in Weinheim und wurde ebenfalls auf dem Mannheimer Hauptfriedhof, an der Grabstätte seiner ersten Frau, beigesetzt. Dort hat er mit seiner 1876 verstorbenen zweiten Gattin Auguste ein Doppelgrab in Tumbaform, das direkt vor dem Grabmal der ersten Ehefrau liegt.
Das Schloss in Weinheim erbte der Sohn aus der ersten Ehe von Gräfin Auguste, Staatsminister Christian Friedrich Gustav von Berckheim (1817–1889), der dort auch den sogenannten Exotenwald anlegen ließ.
Das Schloss in Limburgerhof hatte noch zu Lebzeiten des Grafen dessen Sohn aus erster Ehe, Adalbert Waldner von Freundstein (1819–1857), erhalten, der es innerhalb weniger Jahre so stark verschuldete, dass es 1858 zwangsversteigert werden musste.
Augusta Theodora Waldner von Freundstein, die Tochter des Grafen aus erster Ehe, heiratete ihren Cousin Karl August von Gersdorff. Dieser war der Sohn des sächsischen Ministers Ernst Christian August von Gersdorff (1781–1852) und dessen zweiter Gattin Diana von Gersdorf (zuvor Diana Rabe von Pappenheim), der Schwester von Theodor Waldner von Freundstein.

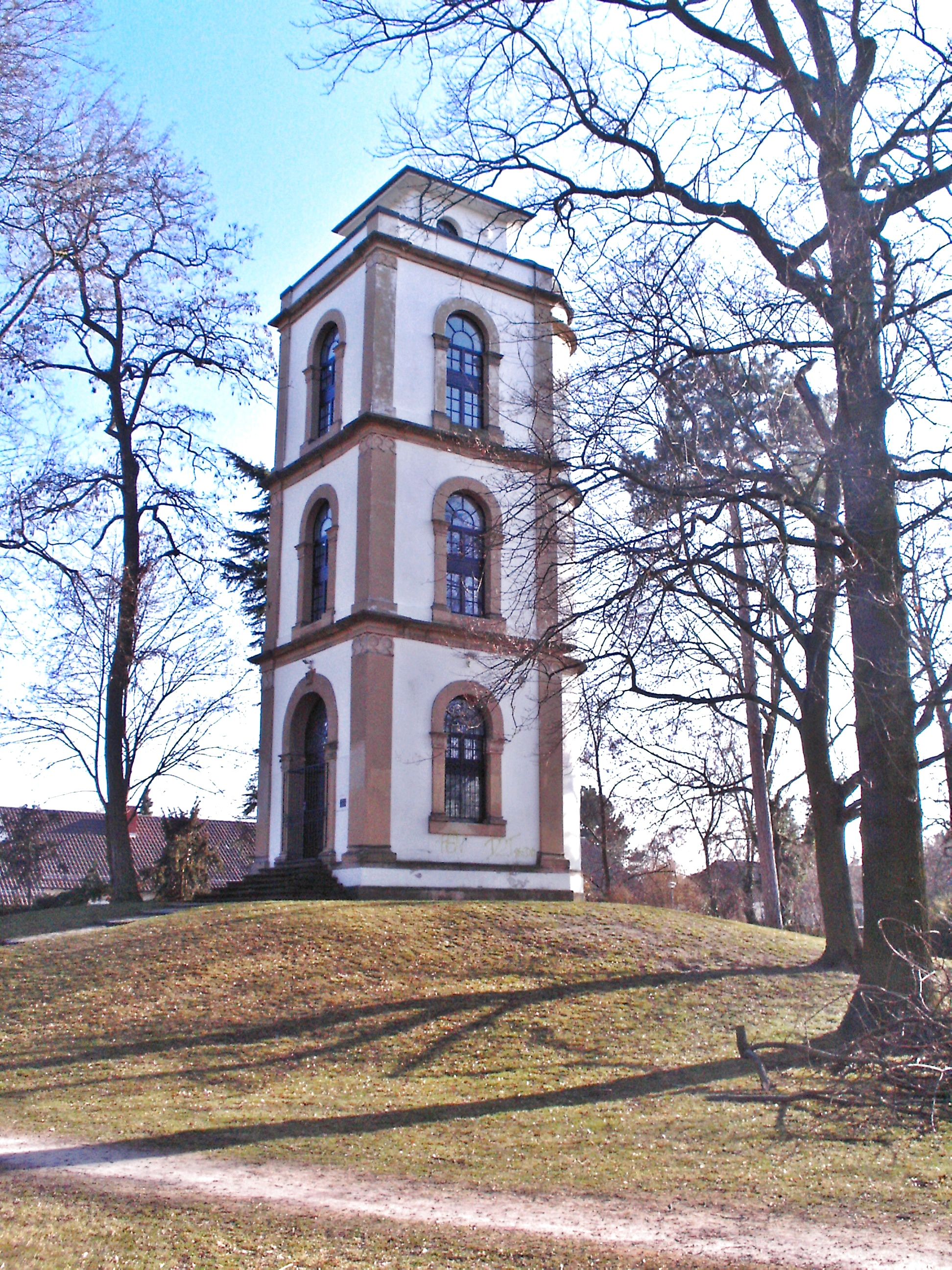
Schlossturm in Limburgerhof, erbaut von Graf Waldner von Freundstein
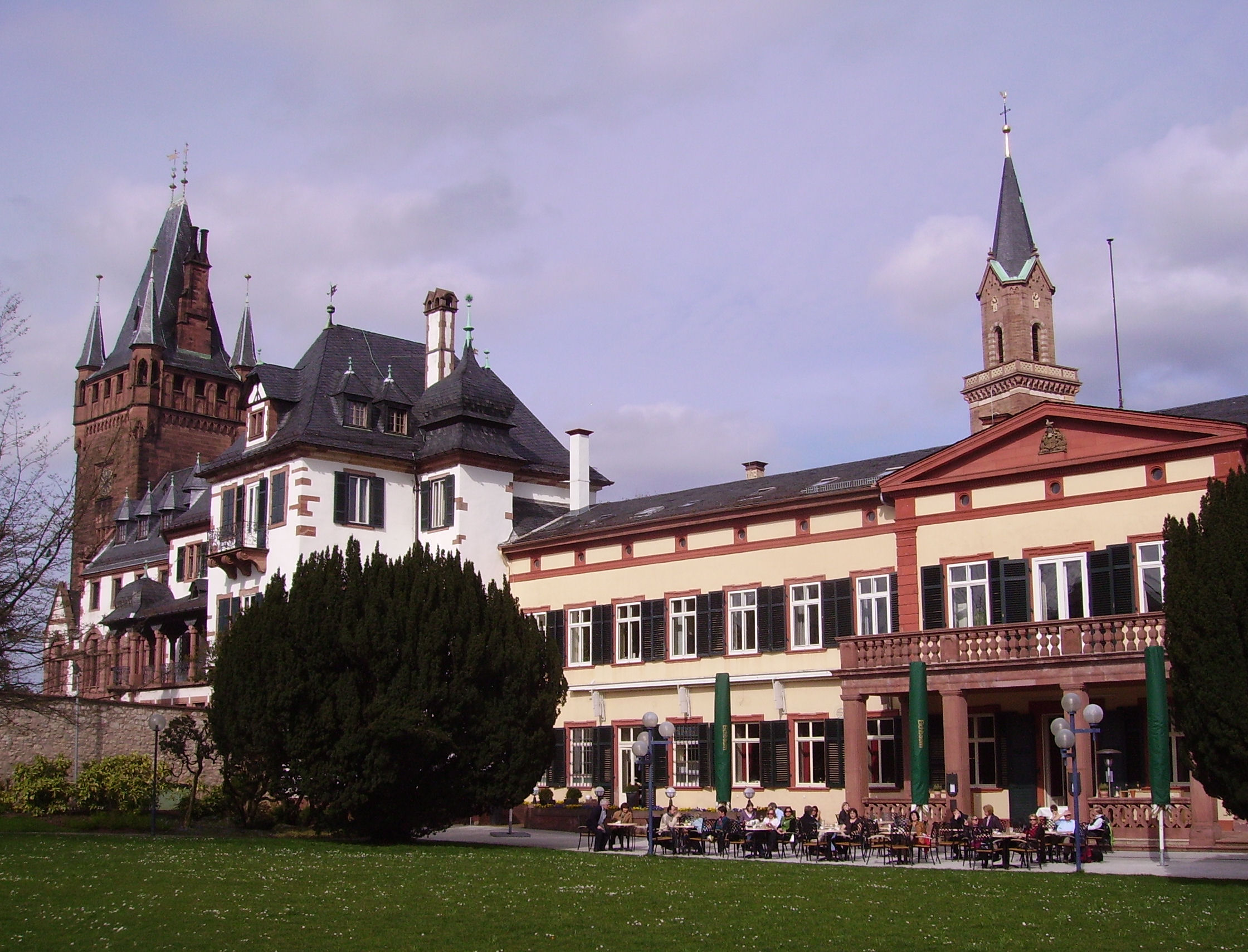
Vordergrund Ulmersches Schloss/Adelspalais in Weinheim, Teil des Weinheimer Schlosses
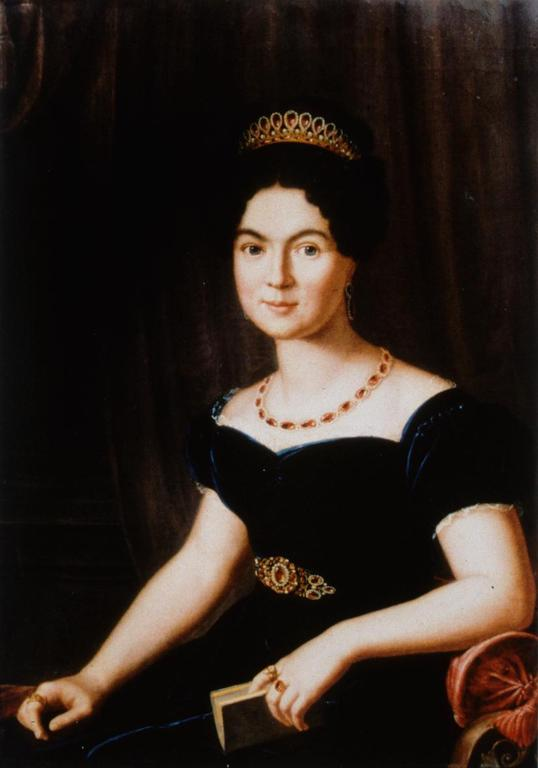
Frédérique von Stumm
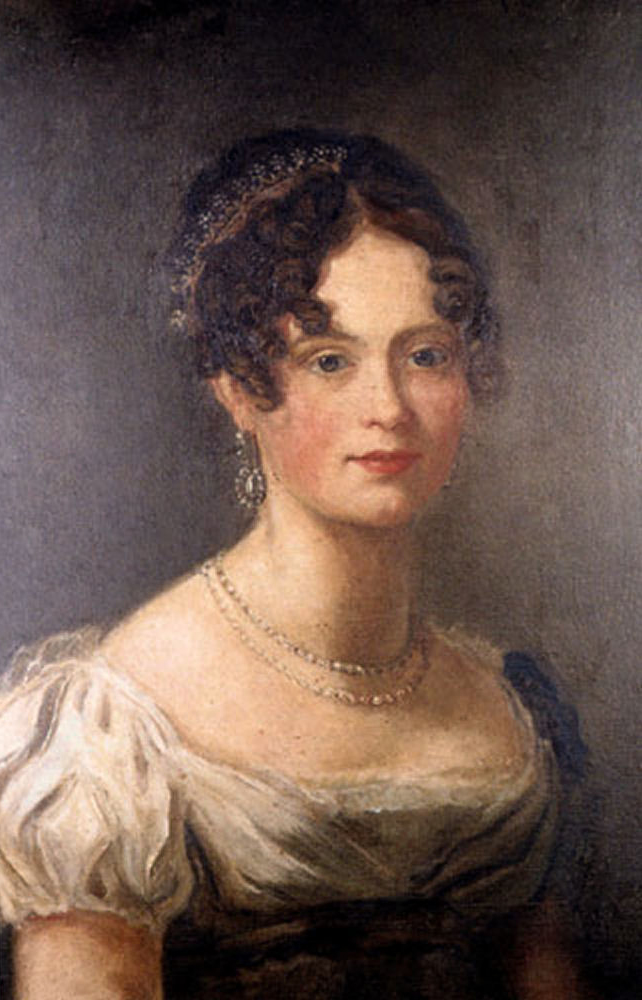
Theodors Schwester, Diana von Pappenheim